# Bentley State Limousine

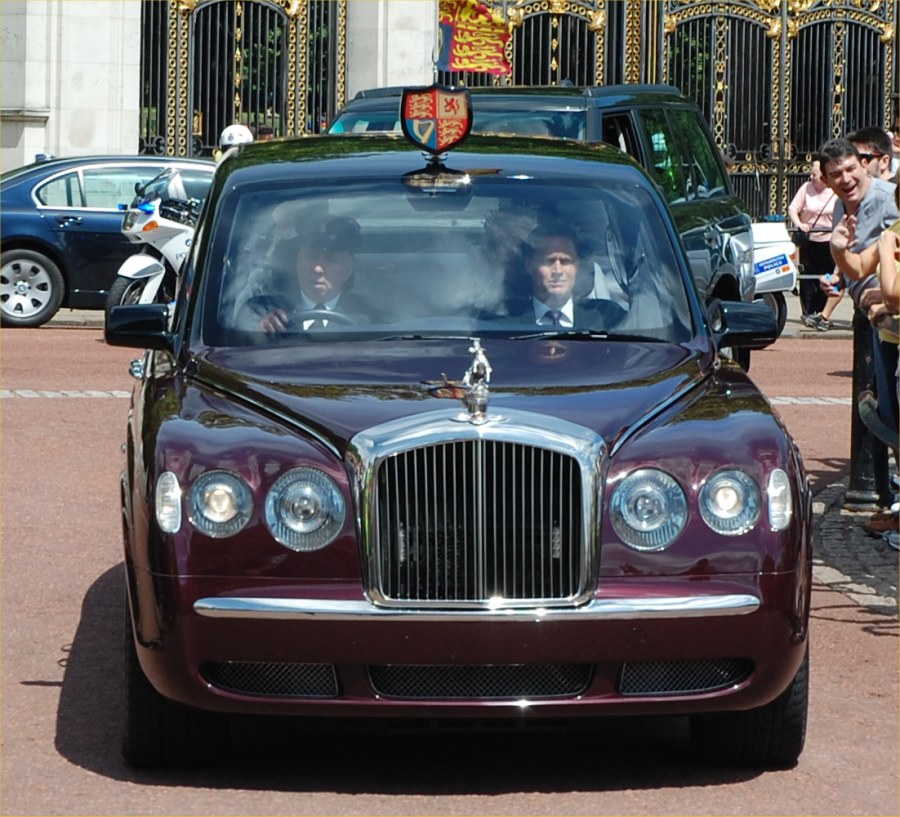
Bentley State Limousine

De Bentley State Limousine ('Bentley-staatslimousine') is de officiële staatsauto van de Britse koningin Elizabeth II.
De auto is gebaseerd op de Bentley Arnage maar is langer en hoger en is uitgerust met een 6,75 liter V8-motor met dubbele turbo die een maximaal vermogen van 298 kW heeft en een maximale torsie van 835 Nm. Van deze auto zijn er slechts twee gebouwd door de Britse autoproducent Bentley ter ere van het gouden regeringsjubileum van Elizabeth II in 2002. De eerste auto werd in gebruik genomen op 4 juni van dat jaar en op die dag ingewijd met een rit van Windsor Castle naar St. Paul's Cathedral. Het is de eerste staatsauto van Bentley. Het tweede exemplaar wordt in reserve gehouden. De waarde van de auto bedraagt zo'n 11 miljoen euro.